# 勞庫瓦
勞庫瓦是立陶宛的城鎮，位於該國西北部，距離希拉萊16公里，由陶拉格縣負責管轄，該鎮處於高海拔地區，七月平均溫度只有零下16.4攝氏度，2001年人口998。